# Мурськ (гміна Влоцлавек)
Мурськ (пол. Mursk, нім. Grūnmoor) — село в Польщі, у гміні Влоцлавек Влоцлавського повіту Куявсько-Поморського воєводства.
Населення — 72 особи (2011).
У 1975-1998 роках село належало до Влоцлавського воєводства.

## Демографія
Демографічна структура станом на 31 березня 2011 року:
|          | Загалом | Допрацездатний вік | Працездатний вік | Постпрацездатний вік |
| -------- | ------- | ------------------ | ---------------- | -------------------- |
| Чоловіки | 38      | 16                 | 21               | 1                    |
| Жінки    | 34      | 10                 | 18               | 6                    |
| Разом    | 72      | 26                 | 39               | 7                    |